# Флора Перфетті
Флора Перфетті (італ. Flora Perfetti; нар. 29 січня 1969) — колишня італійська тенісистка.
Найвищу одиночну позицію світового рейтингу — 54 місце досягла 21 квітня, 1997, парну — 71 місце — 17 березня, 1997 року.
Найвищим досягненням на турнірах Великого шолома було 3 коло в одиночному розряді.

## Фінали ITF

### Одиночний розряд (5–7)
| Легенда          |
| ---------------- |
| турніри $100,000 |
| турніри $75,000  |
| турніри $50,000  |
| турніри $25,000  |
| турніри $10,000  |

| Результат | Ранг | Дата            | Турнір                  | Покриття | Суперниця         | Рахунок          |
| --------- | ---- | --------------- | ----------------------- | -------- | ----------------- | ---------------- |
| Поразка   | 1.   | 5 березня 1990  | Валенсія, Іспанія       | Ґрунт    | Тан Мінь          | 2–6, 6–0, 4–6    |
| Перемога  | 2.   | 22 квітня 1991  | Риччоне, Італія         | Ґрунт    | Джиневра Муньяїні | 6–1, 6–4         |
| Поразка   | 3.   | 27 травня 1991  | Бриндізі, Італія        | Ґрунт    | Інес Горрочатегі  | 5–7, 3–6         |
| Перемога  | 4.   | 1 червня 1992   | Бриндізі, Італія        | Ґрунт    | Лусіана Телла     | 7–5, 6–3         |
| Поразка   | 5.   | 15 червня 1992  | Мілан, Італія           | Ґрунт    | Емануела Зардо    | 4–6, 4–6         |
| Поразка   | 6.   | 19 червня 1994  | Сецце, Італія           | Ґрунт    | Ларісса Шерер     | 2–6, 3–6         |
| Перемога  | 7.   | 5 вересня 1994  | Сполето, Італія         | Ґрунт    | Стефанія Піффері  | 3–6, 6–3, 6–1    |
| Перемога  | 8.   | 27 березня 1995 | Реймс, Франція          | Ґрунт    | Маріон Маруска    | 6–4, 2–6, 7–5    |
| Поразка   | 9.   | 2 грудня 1996   | Cergy-Pontoise, Франція | Тверде   | Анн-Гель Сідо     | 2–6, 7–6(5), 1–6 |
| Поразка   | 10.  | 30 серпня 1999  | Фано, Італія            | Ґрунт    | Даніела Гантухова | 4–6, 7–6, 2–6    |
| Поразка   | 11.  | 12 червня 2000  | Градо, Італія           | Ґрунт    | Хісела Рієра      | 2–6, 4–6         |
| Перемога  | 12.  | 10 вересня 2000 | Фано, Італія            | Ґрунт    | Мая Матевжич      | 6–3, 6–4         |

### Парний розряд (5–3)
| Результат | Ранг | Дата             | Турнір             | Покриття | Партнерка          | Суперниці у фіналі                      | Рахунок у фіналі |
| --------- | ---- | ---------------- | ------------------ | -------- | ------------------ | --------------------------------------- | ---------------- |
| Перемога  | 1.   | 6 листопада 1989 | Фес, Марокко       | Ґрунт    | Lucie Korinkova    | Петра Кемпер Барбара Ріттнер            | 6–1, 6–2         |
| Поразка   | 2.   | 1 квітня 1991    | Барі, Італія       | Ґрунт    | Дженніфер Ф'юкс    | Моніка Кратохвілова Светлана Кривенчева | 7–5, 2–6, 5–7    |
| Перемога  | 3.   | 17 серпня 1992   | Сполето, Італія    | Ґрунт    | Глорія Піццікіні   | Сандра Допфер Мая Живеч-Шкуль           | 1–6, 6–2, 6–1    |
| Поразка   | 4.   | 20 вересня 1993  | Капуя, Італія      | Ґрунт    | Франческа Романо   | Івана Янковська Ева Меліхарова          | 3–6, 6–3, 6–7    |
| Перемога  | 5.   | 12 червня 1994   | Казерта, Італія    | Ґрунт    | Віраг Чурго        | Мамі Доносіро Кього Нагацука            | 6–1, 7–5         |
| Перемога  | 6.   | 5 вересня 1994   | Сполето, Італія    | Ґрунт    | Габріелла Боск'єро | Емануела Брузаті Крістіна Сальві        | 6–3, 6–4         |
| Перемога  | 7.   | 18 березня 1996  | Реймс, Франція     | Ґрунт    | Джулія Казоні      | Сьобган Дрейк-Брокмен Катрін Танв'є     | 6–3, 4–6, 6–0    |
| Поразка   | 8.   | 14 липня 1996    | Стамбул, Туреччина | Тверде   | Лаура Гарроне      | Тіна Кріжан Ольга Лугіна                | 4–6, 2–6         |